# 大村智
大村 智（おおむら さとし、1935年（昭和10年）7月12日 - ）は、日本の化学者（天然物化学）。北里大学特別栄誉教授、東京理科大学特別栄誉博士、薬学博士（東京大学）、理学博士（東京理科大学）。2015年ノーベル生理学・医学賞受賞。
土壌に生息する微生物がつくる化学物質の中から役に立つものを探し出す研究を45年以上行い、微生物の大規模な培養や有機化合物の特性評価を行う独自の方法を確立した。これまでに大村の研究グループは微生物が作る500近い新しい化合物を発見し、そのうち20種以上が医薬、動物薬、農薬、研究用の試薬として実用化されている。1974年、静岡県の土壌から新種の放線菌を発見し、この放線菌が作り出す成分を元に米製薬メルクがアベルメクチンとその化合物イベルメクチンを開発した。抗寄生虫薬イベルメクチンは、熱帯地方の寄生虫感染症の治療薬として無償提供され、現在も多くの人を熱帯病による失明から救っている。2015年には、ノーベル生理学・医学賞の半分が、アベルメクチンの発見を含む寄生虫感染症治療法の開発を評してウイリアム・キャンベルと大村智に共同で贈られ、残る半分はアルテミシニン発見を含むマラリアの治療法に関する発見をした屠呦呦に贈られた。
日本の産学連携の先駆者でもあり、海外の製薬会社などとのライセンス契約から得られたロイヤリティ収入を、研究助成や研究所運営、北里大学メディカルセンターの開設などに役立てた。人材育成にも力を注ぎ、自身の研究室から多くの研究者を輩出し、女子美術大学の理事長や開智学園の名誉学園長なども歴任した。
2019年 - 新型コロナウイルス感染症（COVID-19）の流行時、「イベルメクチンは新型コロナの特効薬」「安価なイベルメクチンの効果を認めると、新薬を開発する製薬会社の利益を損なうので政府や国際機関は承認しない」とコメントをした。2021年12月には、大村が編著した書籍『イベルメクチン : 新型コロナ治療の救世主になり得るのか』が出版されるなど、大村のノーベル賞はイベルメクチンに関する誤った熱狂に信用を与えた。大村の働きかけで公費を得て、北里大学と興和が臨床試験を行ったが、COVID-19に対するイベルメクチンの有効性は示されなかった。海外におけるCOVID-19による死亡を防いだとする小規模研究においても、「明らかな捏造の兆候、あるいは研究を無効にするほどの重大な誤り」を含まないものは1つもなく、その後行われた大規模治験でも、有効性を示した研究はない。

## 来歴

### 生い立ち
1935年、山梨県北巨摩郡神山村（のちの韮崎市）で村の有力者である大きな農家の長男として生まれた。将来は農家を継ぐよう農作業を教え込まれていたため、勉強はほとんどしていなかった。中学では野球やサッカー、高校ではスキーのクロスカントリーに夢中になる。韮崎スキークラブにも入会し県大会などで活躍した。
1954年、山梨県立韮崎高等学校を卒業後、山梨大学学芸学部（現：教育学部）自然科学科へ進学する。大学でもスキーにのめり込み、県代表として国体に2度出場した。勉強では、教員の個人指導を受けられる制度でクロマトグラフィー（物質を分離、精製する方法）を使用した脂肪酸の定量方法を学び、のちの研究に役立つ手法を習得した。
1958年、大学卒業後、地元山梨など四都道府県の教員試験を受けたが東京だけが合格であったため、埼玉県浦和市（現：さいたま市浦和区）に移住する。東京都立墨田工業高等学校の夜間部の教師として、物理や化学、体育の授業を受け持つ。そこで昼は工場で働き、夜は真剣に勉強する生徒に触発され、もう一度勉強し直したいと考える。1959年から1年間、東京教育大学（現：筑波大学）で中西香爾の講義を聴講し、1960年、東京理科大学大学院理学研究科に入学する。研究室では、当時日本に1台しかなかった最先端の核磁気共鳴（NMR）機器を用い、有機化合物の構造決定の知識や技術を身に付けた。昼は大学院で勉強、夜は定時制高校の教師として働き、土日は徹夜で実験をしながら、1963年に1年留年して修士課程を修了する。

### 研究者として
1963年、大学院を修了後、山梨大学の工学部発酵生産学科の助手となり、発酵途中のワインに含まれる糖の分析を担当する。酵母により糖が一夜にしてアルコールに変わるのを見て、微生物の持つ可能性に興味を持つようになる。
1965年、微生物研究の環境を求めて、29歳で秦藤樹が所長を務める北里研究所研究部抗生物質研究室に技師補として入所する。核磁気共鳴（NMR）機器を駆使して物質の構造を決定する研究をし、抗生物質としてすでに使われていたロイコマイシンの構造を解明した。1968年、ロイコマイシンの論文で東京大学の薬学博士号、1970年には東京理科大学で理学博士号も取得する。順調に研究を続けていたが、人の見つけた化合物の研究ではなく、自分の手で微生物が生産する化合物を探し出して構造決定までしようと決意し、独自のスクリーニング方法を開発する。その方法は、採取した土を薄めて微生物1匹1匹を分離することから始まり、微生物を寒天の上で培養してその特徴や産出する化合物を調べる。大村の研究グループは1年間に約2,000種類の微生物を分離・培養して、抗微生物活性や酵素阻害活性などを評価していた。

#### イベルメクチン
1971年、国内での研究に限界を感じ、アメリカ、ウェズリアン大学のマックス・ティシュラー研究室に留学をする。前年に米製薬会社メルク社を退職したマックス・ティシュラーの下で、客員教授のポストと自由に研究できる環境を与えられ、世界最高レベルの研究に触れる。アメリカで研究を続けようと考えていたが、留学して1年4ヶ月で、退職する秦藤樹の研究室を引き継ぐために帰国することになる。帰国にあたり、まだ発展途上国であり研究費が十分にない日本で研究を続けるために、メルク社との間で、研究資金の提供を受ける一方、有望な微生物を見つけ、化合物をスクリーニング評価して提供し、メルクが動物実験や化学合成を行い薬を開発し特許を保持する権利を認め、実用化された場合は売上に応じた特許使用料の支払いを受ける契約を結んだ。
1973年、北里研究所にて抗生物質研究室の室長に就任。メルクからの研究資金（当時の日本円で年間2千数百万円を3年間分）で、財政難で閉鎖が決定していた研究室を刷新し存続させる。
1974年、大村の研究チームは静岡県の土壌から当時未知であった放線菌、ストレプトマイセス・アベルミティリスを分離・培養し、外観や培養特性が珍しいと思われる他の約50株と一緒にメルク社のウィリアム・キャンベルに送った。その後、メルク社のチームがアベルメクチンとその化合物イベルメクチンを開発し、1981年から北里研究所には毎年15億円前後のロイヤリティ収入が入るようになる。特許権が消滅するまでに約250億円以上の収入があり、自らの研究費の独立採算化や北里研究所の再建、北里大学メディカルセンターの建設等に役立てられた。イベルメクチンは、1988年から熱帯地方の寄生虫感染症の撲滅プログラムに無償提供されているが、北里研究所も特許使用料を一旦反故にして協力した。

### 経営と人材育成
1975年、北里大学薬学部教授に就任した。これまでに大村研究室は多くの研究者を育て、120名が博士号を取り、そのうち30名が教授になっている。化合物を探索する研究は、様々なプロセスを受け持つ人の共同作業であるため、人材育成を研究の柱として重視した。
1984年、教授職を辞職し、北里研究所の副所長に就任すると、経営に注力することになる。経営学と不動産学を学び、財政が悪化していた北里研究所（当時は社団法人）の経営を立て直した。1989年、第2病院として「北里研究所メディカルセンター」（現：北里大学メディカルセンター）を設立。1990年、北里研究所の所長となり、北里研究所と学校法人北里学園との統合を行い、法人の名称を「学校法人北里研究所」に変更した。
2001年、大学院の研究部門である「北里生命科学研究所」を創設し、初代所長と教授を兼務した。また、2002年から2007年まで北里大学の大学院教育部門である「感染制御科学府」でも教授を務めた。2007年、北里大学の名誉教授となり、その後も、北里生命科学研究所の特任教授として、特別研究部門である天然物創薬推進プロジェクトのスペシャルコーディネーターを務めた。2013年には、北里大学の特別栄誉教授となった。
北里グループ以外の教育研究機関では、ウェズリアン大学にてマックス・ティシュラーの名を冠した「マックス・ティシュラー教授」を2005年より兼任している。また開智学園（埼玉県）の学校名を名付け、名誉学園長を務めている。開智学園では理系最優秀生徒に対して「大村賞」を授与し表彰を行っている。山梨県の科学技術の振興を目指して（社）山梨科学アカデミーを創設し、名誉会長を務めている。
美術にも造詣が深く、14年間にわたり女子美術大学理事長を務めた（2015年7月から同大学名誉理事長）。同大学に妻・文子の名を冠した「大村文子基金」を私費で設立。女子美生の留学資金（女子美パリ賞・ミラノ賞）と美術活動費（美術奨励賞）を支援している。また、故郷の山梨県韮崎市に、自身が収集してきた女流作家を中心とした2,000点余の絵画や陶器を展示する韮崎大村美術館を建設し、収蔵品と共に韮崎市に寄贈し初代館長を務めた。

### COVID-19流行時
2019年 - 新型コロナウイルス感染症（COVID-19）の流行時、大村は、「新型コロナウイルスは人工的につくられたウイルス」「イベルメクチンは新型コロナの特効薬」「安価なイベルメクチンの効果を認めると、新薬を開発する製薬会社の利益を損なうので政府や国際機関は承認しない」とコメントをした。2021年7月、大村は反ワクチン団体（World Council For Health）の開催する国際オンライン会議「世界イベルメクチン・デー」に出演した。このイベントには、イベルメクチンを賞賛し誤報を広めたとして広く非難されている団体FLCCCの医師や、英国のイベルメクチン推進団体（BIRD）など関連する国際グループが参加している。2021年12月、大村が編集した書籍『イベルメクチン : 新型コロナ治療の救世主になり得るのか』が出版され、全国学校図書館協議会選定図書に選ばれた。帯の推薦文は、東京都医師会会長の尾崎治夫が書いている。
大村とノーベル賞を共同受賞したウィリアム・キャンベルは、彼がCOVID-19治療薬としてイベルメクチンを推奨しているという捏造された引用文が拡散された際に、「ソーシャルメディア上の私のものとされる発言を完全に軽蔑し、否定する」と述べ、私の専門分野はウイルス学ではないので、そのような方法でコメントすることは決してないとする声明を出している。

## 研究業績

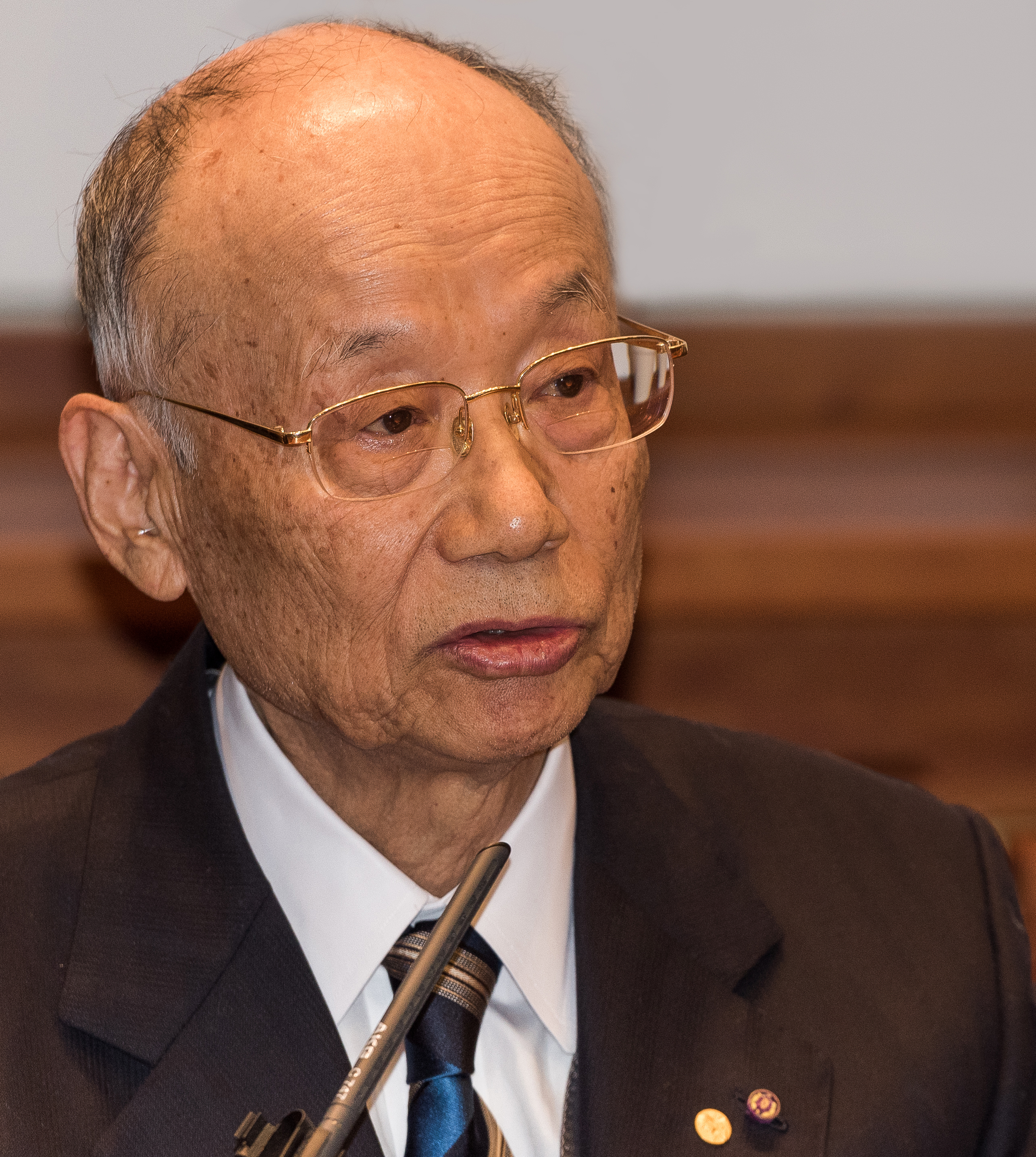
大村智（2015年、カロリンスカ研究所にて）

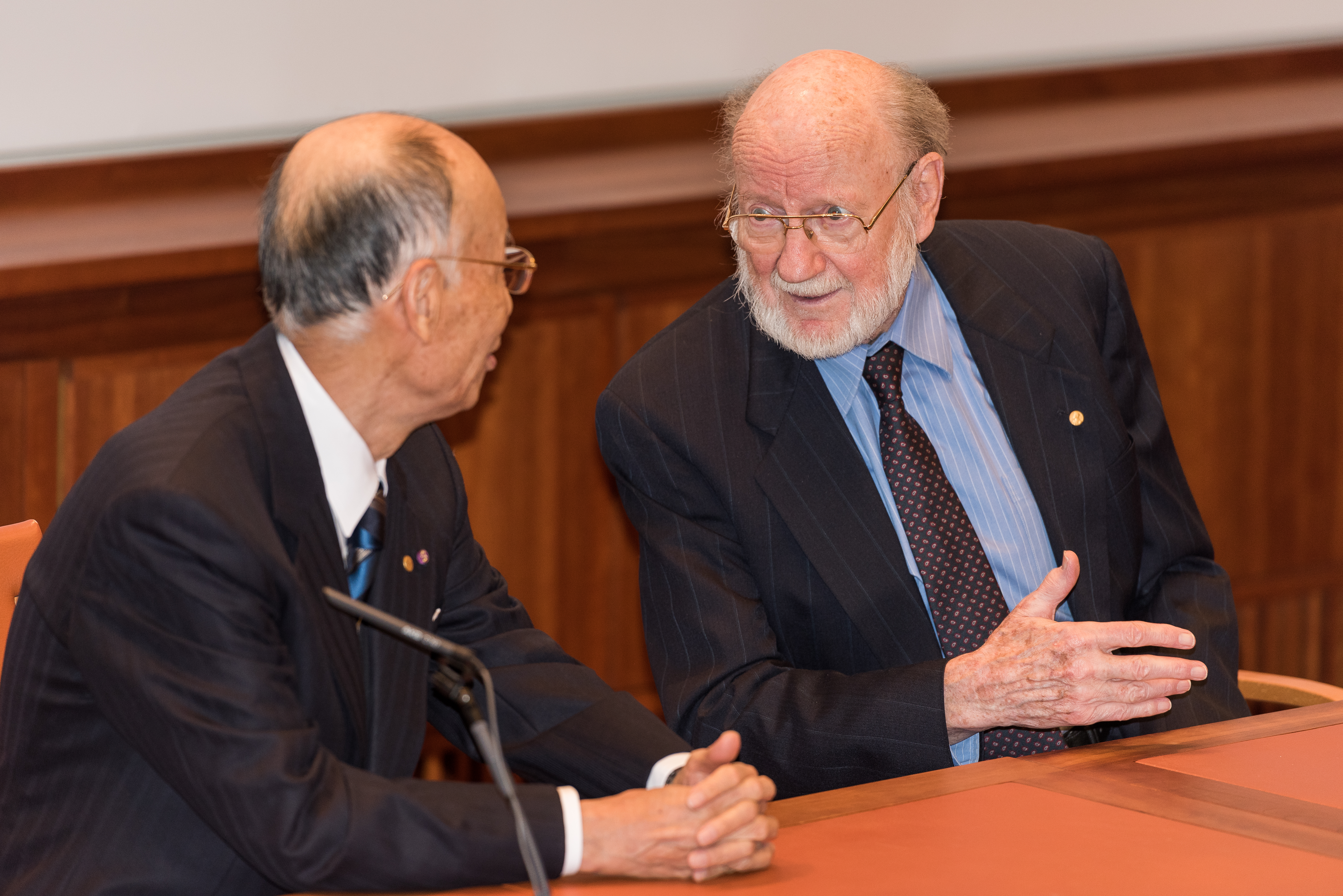
2015年12月、ストックホルムの大村智（左）とウィリアム・キャンベル（右）

大村の研究グループはこれまでに約200種類、成分にすると500近くの新規化合物を発見し、そのうち25種が医薬、動物薬、農薬、研究用試薬として実用化されている。その中には、プロテインキナーゼの特異的阻害剤スタウロスポリン、プロテアソーム阻害剤ラクタシスチン、脂肪酸生合成阻害剤セルレニンなどが含まれる。
- アベルメクチン (Avermectin) - 抗寄生虫作用[65]のもととなる成分を作り出す放線菌の発見[6][7][5]
- アトペニン (Atpenin) - 抗寄生虫作用
- セタマイシン (Setamycin) - 抗寄生虫・抗菌作用
- ナナオマイシン (Nanaomycin) - 抗菌作用
- ロイコマイシン (Leucomycin) - 抗菌作用
- ネオキサリン (Neoxaline) - 抗菌・抗がん作用
- プルマイシン (Prumycin) - 抗菌・抗がん作用
- マジンドリン (Madindoline) - 抗炎症作用
- ビルストマイシン (Virustomycin A) - 抗ウイルス作用
- スタウロスポリン (Staurosporine) - 抗がん作用
- マクロスフェリド (Macrosphelide) - 抗がん作用
- フトキサゾリン (Phthoxazolin) - 抗がん作用
- カズサマイシン (Kazusamycin) - 抗がん作用
- ビネオマイシン (Vineomycin) - 抗がん作用
- アンドラスチン (Andrastin) - 抗がん作用
- ハービマイシン (Herbimycin) - 抗がん・除草作用
- ピリピロペン (Pyripyropene) - 殺虫・酵素阻害作用
- ラクタシスチン (Lactacystin) - 酵素阻害作用
- フナレノン (Funalenone) - 酵素阻害作用
- エラスニン (Elasnin) - 酵素阻害作用
- アリスガシン (Arisugacin) - 酵素阻害作用
- アミデプシン (Amidepsine) - 脂質代謝
- セルレニン(Cerulenin) - 脂質代謝阻害作用
- トリアクシン (Triacsin) - 抗生物質
- 1233A（ヒメグルシン）(Hymeglusin) - 脂質代謝阻害作用

## 家族・親族
弟の元三菱マテリアル取締役、大村泰三は開智学園の理事と開智国際大学の客員教授を務める。毎日新聞東京本社統合デジタル取材センター記者の大村健一は親戚に当たる。なお、毎日放送アナウンサーの山中真は、大村泰三の甥になる。

## 略歴
- 1935年 - 山梨県北巨摩郡神山村生まれ
- 1954年 - 山梨県立韮崎高等学校卒業
- 1958年 - 山梨大学学芸学部卒業後、 東京都立墨田工業高等学校教諭
- 1959年 - 東京教育大学（現：筑波大学）の中西香爾講座の聴講生となり、1年後、東京理科大学に入学
- 1963年 - 東京理科大学大学院理学研究科修士課程修了後、山梨大学工学部助手
- 1965年 - 北里研究所に技師補として入所
- 1968年 - 北里大学薬学部助教授。 東京大学より薬学博士の学位を取得、学位論文の題は「Leucomycinに関する研究」
- 1970年 - 理学博士号取得（東京理科大学）、論文は「ロイコマイシン、スピラマイシン及びセルレニンの絶対構造」
- 1971年 - 米国に留学。ウェズリアン大学客員教授
- 1973年 - 帰国後、北里研究所抗生物質研究室室長。メルク社と産学連携の契約を結ぶ
- 1974年 - 静岡県で採取した土壌から新種の放線菌を発見しメルク社に送る
- 1975年 - 北里大学薬学部教授
- 1981年 - 北里研究所監事。メルク社が動物用抗寄生虫薬としてイベルメクチンを販売し、ロイヤリティ収入が入るようになる[10][11]
- 1984年 - 北里研究所理事・副所長に就任し、経営に力を注ぐ[11]
- 1985年 - 学校法人北里学園理事
- 1987年 - メルク社がヒト用イベルメクチン製剤を開発し、翌年から熱帯病の撲滅プログラムが始まる
- 1989年 - 北里大学メディカルセンターを開設[11]
- 1990年 - 北里研究所所長に就任し、北里研究所と学校法人北里学園との統合を行う[12]
- 1993年 - 女子美術大学理事
- 1997年 -  女子美術大学理事長
- 2001年 - 北里大学北里生命科学研究所を創設し、所長と教授に就任
- 2002年 - 北里大学大学院感染制御科学府教授
- 2003年 -  女子美術大学名誉理事長
- 2004年 - アフリカのガーナとブルキナファソのオンコセルカ症撲滅作戦実施地域を視察
- 2005年 -  ウェズリアン大学マックス・ティシュラー教授。山梨県総合理工学研究機構総長
- 2007年 - 北里大学名誉教授。女子美術大学理事長
- 2008年 - 北里研究所名誉理事長
- 2013年 - 北里大学特別栄誉教授
- 2014年 - The Journal of Antibiotics名誉編集長。加藤記念バイオサイエンス振興財団名誉理事
- 2015年 - 女子美術大学名誉理事長。ノーベル生理学・医学賞をウィリアム・キャンベル、屠呦呦と共同受賞
- 2016年 - 東京理科大学特別栄誉博士
- 2018年 - 山梨大学大村智記念学術館が開館[80]
- 2022年 - 岡山大学名誉博士

## 学術賞
- 1985年 - ヘキストルセル賞（米国微生物学会）
- 1986年 - 日本薬学会賞
- 1988年 - 上原賞（上原記念生命科学財団）
- 1990年 - 日本学士院賞
- 1991年 - チャールズ・トム賞（米国工業微生物学会）
- 1995年
  - 藤原賞
  - 米国工業微生物学会功績賞
  - 日本放線菌学会特別功績功労賞
- 1997年 - コッホ・ゴールドメダル（ドイツ）[81]
- 1998年 - プリンス・マヒドール賞（タイ）
- 2000年
  - ナカニシプライズ（米国化学会・日本化学会合同）
  - 野口賞（山梨日日新聞、山梨放送、山梨文化会館）
- 2002年 - 坊っちゃん賞（東京理科大学理窓会）
- 2005年 - アーネスト・ガンサー賞
- 2006年 - アムジェンレクチャーシップ賞（米国工業微生物学会）
- 2007年 - ハマオ・ウメザワ記念賞 (Hamao Umezawa Memorial Award)（国際化学療法学会）
- 2008年 - 発明奨励功労賞（発明協会）
- 2010年 - テトラヘドロン賞
- 2011年 - アリマ賞（国際微生物連合）
- 2012年 - ノーマン・R・ファルンスワース研究業績賞（米国生薬学会）
- 2014年 - ガードナー国際保健賞[82]
- 2015年
  - 朝日賞[83]
  - ノーベル生理学・医学賞をウィリアム・キャンベル、屠呦呦と共同受賞[84]
  - 日本農芸化学会特別賞
- 2016年
  - バイオインダストリー協会特別名誉賞[85]
  - 日本放線菌学会特別栄誉賞

## 栄典・顕彰
- 1992年
  - 紫綬褒章
  - フランス共和国国家功労勲章シュヴァリエ[86]
- 2000年 - 山梨県韮崎市名誉市民[1]
- 2002年 - 山梨県県政特別功績者
- 2008年 - フランス共和国レジオンドヌール勲章シュヴァリエ[86]
- 2011年 - 瑞宝重光章[87]
- 2012年
  - 文化功労者[13]
  - 山梨県韮崎市市民栄誉賞[88]
  - 山梨県イメージアップ大賞
- 2014年 - 山梨県韮崎市長特別表彰
- 2015年
  - 文化勲章[89][90]
  - 埼玉県民栄誉章
  - 東京都栄誉賞
  - 山梨県名誉県民
  - 世田谷区民栄誉章
  - さいたま市民栄誉賞
- 2016年
  - 名誉都民[91][92]
  - 北本市民栄誉賞
- 2017年 - 世田谷区名誉区民[93]

## 科学アカデミー会員
- 1969年
  - アメリカ化学会会員
  - 日本生化学会会員
- 1971年 - ニューヨーク科学アカデミー会員
- 1975年 - 米国工業微生物学会会員
- 1987年 - 米国生化学・分子生物学会名誉会員
- 1992年
  - ドイツ自然科学アカデミー・レオポルディーナ会員
  - 米国微生物アカデミー会員
- 1994年 - ロベルト・コッホ研究所名誉所員
- 1998年 - 日本化学会名誉会員
- 1999年 - 米国科学アカデミー外国人会員
- 2001年 - 日本学士院会員
- 2002年 - フランス科学アカデミー外国人会員
- 2003年 - 日本細菌学会特別名誉会員
- 2005年
  - ロシア科学アカデミー会員
  - 日本放線菌学会名誉会員
  - 英国王立化学会名誉会員
  - ヨーロッパ科学アカデミー会員
- 2006年 - 中国工学アカデミー外国人会員
- 2009年 - 日本農芸化学会名誉会員
- 2013年 - 日本薬学会名誉会員[94]
- 2014年 - 日本化学療法学会特別名誉会員
- 2015年 - 米国工業微生物学・バイオロジー学会特別会員[95]
- 2016年 - 日本薬理学会名誉会員
- 2016年 - 有機合成化学協会名誉会員

## 著書

### 単著
- 『人生に美を添えて』 生活の友社 2015年 ISBN 978-4-915919-95-4
- 『人をつくる言葉』 毎日新聞出版 2016年  ISBN 978-4-620-32380-0
- 『自然が答えを持っている』 潮出版社 2016年  ISBN 978-4-267-02058-2
- 『人間の旬』 毎日新聞出版 2016年 ISBN 978-4-620-32392-3
- 『ストックホルムへの廻り道 私の履歴書』 日本経済新聞社 2017年 ISBN 978-4-532-17623-5

### 編著
- 大村智編著 ; 大村智, 八木澤守正, 花木秀明, 鈇田徹, 城幸督, 向野賢治, 上野高史, 平畑光一, 馬場錬成著『イベルメクチン 新型コロナ治療の救世主となり得るのか』河出書房新社、2021年。ISBN 978-4-309-63142-4。

### 共著
- 『時代が求める後藤新平』「後藤新平と北里柴三郎」 藤原書店 2014年

- 大村智, 「ロイコマイシン、スピラマイシン及びセルレニンの絶対構造」 東京理科大学 , 理学博士 , 乙第16号 , 1970, NAID 500000394444
- 秦藤樹, 大村智, 片桐通子, 小倉治夫, 納谷恵三, 阿部仁之助, 渡辺哲夫「Structure of Leucomycin A1」『Chemical & pharmaceutical bulletin』第15巻第3号、日本薬学会、1967年、358-359頁、doi:10.1248/cpb.15.358、ISSN 0009-2363、NAID 110003620155。
- 大村智, 片桐通子, 小倉治夫, 秦藤樹「The Chemistry of Leucomycins. III. Structure and Stereochemistry of Leucomycin A3」『Chemical & pharmaceutical bulletin』第16巻第7号、日本薬学会、1968年、1181-1186頁、doi:10.1248/cpb.16.1181、ISSN 0009-2363、NAID 110003620631。
- 大村智, 中川彰, 関川賢二, 小谷勝, 秦藤樹「Studies on Cerulenin. VI. Some Spectroscopic Features of Cerulenin」『Chemical & pharmaceutical bulletin』第17巻第11号、日本薬学会、1969年、2361-2363頁、doi:10.1248/cpb.17.2361、ISSN 0009-2363、NAID 110003620858。
- 小倉治夫, 伊藤常男, 岡本孝, 大村智「Nuclear Magnetic Resonance of Semicarbazones and Thiosemicarbazones of an Aliphatic Aldehyde」『Chemical & pharmaceutical bulletin』第17巻第4号、日本薬学会、1969年4月、844-846頁、ISSN 00092363、NAID 110003620971。
- 大村智「微生物の生産する大環ラクトン化合物:マクロライド (Macrolide)」『化学と生物』第8巻第3号、日本農芸化学会、1970年、139-150頁、doi:10.1271/kagakutoseibutsu1962.8.139、ISSN 0453-073X、NAID 130003634878。
- 岩井譲, 大村智, 秦藤樹「放線菌による抗生物質醗酵における培養液中のグリセリンの定量に関する研究」『醗酵工学雑誌』第49巻第10号、日本醗酵工学会、1971年10月、842-846頁、ISSN 03675963、NAID 110002855693。
- 大村智, 中川彰, 山田陽城, 秦藤樹, 古崎昭雄, 渡辺得之助「Structures and Biological Properties of Kinamycin A, B, C, and D」『Chemical & pharmaceutical bulletin』第21巻第5号、日本薬学会、1973年、931-940頁、doi:10.1248/cpb.21.931、ISSN 0009-2363、NAID 110003621556。
- 大村智, 中川彰, 鈴木数広, 秦藤樹, Jakubows kiAnn, Tishler Max「31 ロイコマイシンの化学XI : LeucomycinのAglyconeの単離,mycaminose上の化学的修飾及び16員環macrolide抗生物質の構造と活性」『天然有機化合物討論会講演要旨集』第17巻、天然有機化合物討論会実行委員会、1973年、229-236頁、doi:10.24496/tennenyuki.17.0_229、NAID 110006677752。
- 大村智「抗生物質セルレニンの脂質代謝阻害作用」『化学と生物』第12巻第11号、日本農芸化学会、1974年、787-794頁、doi:10.1271/kagakutoseibutsu1962.12.787、ISSN 0453-073X、NAID 130004719990。
- 大村智, 中川彰, 竹嶋秀雄, 宮沢淳, 渥美清夫, Piriou F., Lukacs G.「57 ^<13>C-NMRによる16員環macrolide抗生物質の生合成研究」『天然有機化合物討論会講演要旨集』第19巻、天然有機化合物討論会実行委員会、1975年、434-441頁、doi:10.24496/tennenyuki.19.0_434、NAID 110006677877。
- 大村智, 田中晴雄, 小山泰昭, 長井敏明, 丸茂博大「2 新抗生物貭nanaomycinの構造」『天然有機化合物討論会講演要旨集』第20巻、天然有機化合物討論会実行委員会、1976年、9-15頁、doi:10.24496/tennenyuki.20.0_9、NAID 110006677889。
- 大村智「くすりにならなかった抗生物質 : セルレニン」『ファルマシア』第13巻第2号、日本薬学会、1977年、109-112頁、doi:10.14894/faruawpsj.13.2_109、ISSN 0014-8601、NAID 110003647714。
- 大村智, 竹嶋秀雄「マクロライド抗生物質の生合成 Ｉ」『化学と生物』第15巻第5号、日本農芸化学会、1977年、309-315頁、doi:10.1271/kagakutoseibutsu1962.15.309、ISSN 0453-073X、NAID 130003439488。
- 大村智, 竹嶋秀雄「マクロライト抗生物質の生合成 ＩＩ」『化学と生物』第15巻第6号、日本農芸化学会、1977年、381-386頁、doi:10.1271/kagakutoseibutsu1962.15.381、ISSN 0453-073X、NAID 130003632546。
- 大村智, 竹嶋秀雄「マクロライド抗生物質の生合成 ＩＩＩ」『化学と生物』第15巻第7号、日本農芸化学会、1977年、447-453頁、doi:10.1271/kagakutoseibutsu1962.15.447、ISSN 0453-073X、NAID 130003632554。
- 大村智, 粟谷寿一「脂肪酸生合成阻害抗生物質セルレニンと脂質代謝」『油化学』第28巻第2号、日本油化学会、1979年、75-80頁、doi:10.5650/jos1956.28.75、ISSN 0513398X、NAID 130001016018。
- 大村智「新しい抗生物質を求めて」『ファルマシア』第16巻第5号、日本薬学会、1980年、385-389頁、doi:10.14894/faruawpsj.16.5_385、ISSN 0014-8601、NAID 110003656289。
- 大村智, 田中芳武, 増間碌郎, 儘田弘「214 「アンモニウムイオン制限発酵」による抗生物質の生産」『日本醗酵工学会大会講演要旨集』第57巻、日本醗酵工学会、1982年、106-107頁、NAID 110002897964。
- 大村智, 大岩留意子「抗寄生虫抗生物質--広い抗寄生虫スペクトラムをもつAvermectinに期待(今日の話題)」『化学と生物』第20巻第1号、学会出版センター、1982年1月、10-12頁、ISSN 0453073X、NAID 40000427003。
- 大村智, 中川彰「新しい生理活性を有するマクロライド抗生物質」『ファルマシア』第20巻第12号、日本薬学会、1984年、1226-1232頁、doi:10.14894/faruawpsj.20.12_1226、ISSN 0014-8601、NAID 110003657405。
- 柘植尚志, 西村正暘, 大村智, 甲元啓介, 尾谷浩「Alternaria alternata群病原菌における宿主特異的毒素生成の制御」『日本植物病理学会報』第51巻第3号、日本植物病理學會、1985年、277-284頁、doi:10.3186/jjphytopath.51.277、ISSN 0031-9473、NAID 110002743322。
- 大村智, 供田洋「脂肪酸生合成阻害剤セルレニンの作用とその応用」『油化学』第34巻第1号、日本油化学会、1985年、2-9頁、doi:10.5650/jos1956.34.2、ISSN 0513398X、NAID 130001019255。
- 岩井譲, 志水秀樹, 大村智「抗ウイルス抗生物質スクリーニングの展望」『化学と生物』第23巻第6号、日本農芸化学会、1985年、379-385頁、doi:10.1271/kagakutoseibutsu1962.23.379、ISSN 0453-073X、NAID 130003633109。
- 船山信次, 中川彰, 大村智「10 放線菌由来の新規大環状ラクタム抗生物質の構造」『天然有機化合物討論会講演要旨集』第28巻、天然有機化合物討論会実行委員会、1986年、73-80頁、doi:10.24496/tennenyuki.28.0_73、NAID 110006678540。
- 大村智「マクロライドをはじめとする各種抗生物質に関する研究」『藥學雜誌』第106巻第9号、日本薬学会、1986年、729-757頁、doi:10.1248/yakushi1947.106.9_729、ISSN 0031-6903、NAID 130007280031。
- 大村智「研究と研究室の運営を振り返って(私はあの時、こう閃いた!-研究の壁を突破し、大きく飛躍するため-)」『ファルマシア』第23巻第3号、日本薬学会、1987年、242-243頁、doi:10.14894/faruawpsj.23.3_242、ISSN 0014-8601、NAID 110003647395。
- 今村信孝, 今井美光, 三浦聡美, 中川彰, 大村智「40 新奇なポリケチド抗生物質フトラマイシン及びオキラクトマイシンの構造と生合成(口頭発表の部)」『天然有機化合物討論会講演要旨集』第30巻、天然有機化合物討論会実行委員会、1988年、308-315頁、doi:10.24496/tennenyuki.30.0_308、NAID 110006678749。
- 岩井譲「紫綬褒章受章大村智博士」『ファルマシア』第28巻第11号、日本薬学会、1992年、1269頁、doi:10.14894/faruawpsj.28.11_1269、ISSN 0014-8601、NAID 110003659469。
- 高橋宣治, 内田健一, 中川彰, 松崎桂一, 大村智, 中村朝朗, 三宅洋子, 武佳和, 甲斐荘正恒「98 放線菌の生産する神経突起伸長作用物質ラクタシスチンの生合成研究(ポスター発表の部)」『天然有機化合物討論会講演要旨集』第35巻、天然有機化合物討論会実行委員会、1993年、762-768頁、doi:10.24496/tennenyuki.35.0_762、NAID 110006679262。